# EPP (протокол)
EPP (англ. Extensible Provisioning Protocol — розширюваний протокол надання інформації) — гнучкий протокол, що призначений для управління реєстраційною інформацією.
Протокол оснований на XML. Мережевий транспорт, що використовується, не фіксований, і хоча в наш час[коли?] єдиним задекларованим методом є передача поверх TCP, протокол спроектований достатньо гнучко і дозволяє використовувати як транспорт такі протоколи як BEEP, SMTP чи SOAP. 
На даний час EPP використовується багатьма реєстраторами доменних зон, наприклад такими як .com, .net, .org, .info, .aero, .mobi, .ag, .au, .br, .bz, .cz, .eu, .gi, .gr, .hn, .in, .kz, .me, .ee .mn, .pl, .ro, .sc, .uk и .vc, а також реєстраторами ENUM, наприклад, що оперують кодами +43 и +41.
У 2012 році в Українській доменній зоні відбулася революційні зміни, та найпопулярніші доменні зони та багато географічних зон другого рівня перейшли на виключне використання протоколу EPP.

## Документи RFC
- RFC 3375 - Generic Registry-Registrar Protocol Requirements
- RFC 5730 - Extensible Provisioning Protocol, замінив застарілий RFC 4930
- RFC 5731 - EPP Domain Name Mapping, замінив застарілий RFC 4931
- RFC 5732 - EPP Host Mapping, замінив застарілий RFC 4932
- RFC 5733 - EPP Contact Mapping, замінив застарілий RFC 4933
- RFC 5734 - EPP Transport over TCP, замінив застарілий RFC 4934
- RFC 3735 - Guidelines for extending EPP
- RFC 3915 - Domain Registry Grace Period Mapping for EPP
- RFC 4114 - E.164 Number Mapping for EPP
- RFC 5910 - DNS Security Extensions Mapping for EPP, замінив застаріли RFC 4310